# Alexandra Fiord
Alexandra Fiord är en fjord i Kanada.   Den ligger i territoriet Nunavut, i den nordöstra delen av landet, 3 700 km norr om huvudstaden Ottawa.
Trakten runt Alexandra Fiord är permanent täckt av is och snö. Trakten runt Alexandra Fiord är nära nog obefolkad, med mindre än två invånare per kvadratkilometer.